# لغات تخارية
اللغات التخارية هي لغات من عائلة هندو-أوروبية ويقصد بالإسم أيضا على (Tocharian A) و (Tocharian B) وحسب المخطوطات التي عثر عليها فإنها تعود للقرن سادس، ولكنها تختلف على نحو فاقع عن اللغات الهندو-الإيرانية. على سبيل المثال، هذه اللغة تخلو من خاصية “التستيم” satemization المميزة للغات الهندو-الإيرانية واللغات القريبة منها.

المقصود بالتستيم هو تغوير palatalization أو تقديم fronting بعض أصوات الصحة الطبقية velar consonants الموروثة من اللغة الهندو-أوروبية البدائية Proto-Indo-European (راجع المقالات المعنونة باسم الأصوات البشرية للمزيد من المعلومات حول المصطلحات الصوتية). المثال الشهير هو كلمة *ḱm̩tom الهندو-أوروبية التي تعني “مئة”. هذه الكلمة تحولت في اللغة اللاتينية إلى centum (تلفظ /kentum/)، وفي اللغة الإيرانية الأبستاقية Avestan تحولت إلى satəm. الصوت الأول في الكلمة اللاتينية حافظ على موقعه الطبقي velar، ولكنه في الكلمة الإيرانية تقدم نحو غار الحنك hard palate. كلمة “تستيم”satemization هي مشتقة من كلمة satəm الإيرانية.
في اللغة التخارية B كلمة “مئة” هي هكذا kante، أي أنها لا تبدي التستيم.

## بداية الإكتشاف
في القرن 19 كان الباحثون يعتمدون على انتشار خاصية التستيم بهدف تصنيف اللغات الهندو-أوروبية ضمن شجرة تكوينية حيث كانوا يعتبرون أن جميع اللغات التي تحوي التستيم هي متحدرة من أصل مشترك.
حاليا الباحثون يعتقدون أن خاصية التستيم هي ظاهرة موجية انتقلت عبر اللغات الهندو-أوروبية المختلفة بالانتشار المناطقي .
توزع خاصية التستيم يدل على أنها ظهرت في وسط العالم الهندو-أوروبي وانتشرت بشكل موجي نحو الأطراف. لهذا السبب هي غير موجودة في اللغات الهندو-أوروبية الطرفية (اللغات التي انفصلت عن اللغة الأم في زمن أبكر).
بعض الباحثين (السطحيين) يظنون أن غياب التستيم في اللغة التخارية هو دليل على أن أصحاب هذه اللغة كانوا يعيشون أصلا في غرب العالم الهندو-أوروبي ولكنهم هاجروا لاحقا نحو أقصى الشرق. هذه الفرضية هي غير ضرورية إذا افترضنا أن التستيم ظهر في وسط العالم الهندو-أوروبي وانتشر نحو الأطراف. التخاريون هم ببساطة يعيشون على الطرف الشرقي للعالم الهندو-أوروبي منذ البداية، ولهذا السبب خاصية التستيم لم تصلهم.
هناك باحثون يزعمون أن أقرب لغة إلى اللغة التخارية هي اللغة الحتية حيثيون (ونحوها من اللغات الهندو-أوروبية التي كانت محكية في الأناضول في عصر البرونز). هم يطرحون دليلين أساسيين على العلاقة المزعومة بين اللغة التخارية واللغات الأناضولية، الدليل الأول هو غياب خاصية التستيم في كل هذه اللغات، والدليل الثاني هو التشابه في المفردات. بناء على العلاقة المزعومة بين اللغة التخارية واللغات الأناضولية هناك نظريات تزعم بأن التخاريين هاجروا نحو الشرق من الأناضول أو أرمينيا.
التشابه بين اللغة التخارية واللغات الأناضولية يعود على الأغلب إلى كون هذه اللغات انفصلت باكرا عن اللغة الهندو-أوروبية الأم، وبالتالي هي أصبحت على أطراف العالم الهندو-أوروبي وبعيدة عن تأثير الظواهر الموجية التي ظهرت لاحقا. هذا التفسير هو أبسط وأكثر منطقية من النظريات التي تتحدث عن هجرات تخارية لا دليل عليها من الغرب إلى الشرق.

## النصوص التوخارية
ترجع الوثائق التوكارية إلى فترة ما بين القرن السادس والثامن الميلادي. المواد هي في الغالب ترجمات للنصوص البوذية التي كانت منتشرة في آسيا الوسطى. هذا بالطبع هو سيف ذو حدين: فمن ناحية، يساعد المحتوى المعروف في عملية فك الرموز. من ناحية أخرى، يقدم معلومات قليلة جدًا عن الأشخاص الذين يتحدثون اللغة. هناك، مع ذلك، بعض النصوص التي ليست ترجمات من الأسلاف البوذيين، بما في ذلك الرسائل الرهبانية والتجارية، وتذاكر القوافل، والكتابات. هذه الوثائق كلها مكتوبة بــ: Tocharian B، مما دفع بعض العلماء إلى استنتاج أن Tocharian A، في الوقت الذي كانت مكتوبة على وثائق على قيد الحياة، قد يكون بالفعل لغة منقرضة، والحفاظ عليها فقط كلغة الليتورجية - بقدر ما كان اللاتينية، في أوروبا. ومع ذلك، فإن النقص النسبي لهذه الوثائق العلمانية يجعل هذه المحاولات ممكنة بالضرورة.

## التسمية
واقترح اسم "Tocharian" أولا من قبل (إسمه Friedrich W. K. Müller) في عام 1907 ، حيث عثر على مخطوطة تركية قديمة في حوض تاريم تذكر لغة محلية اسمها twγry (توغري). وقد ربط بين هذه الكلمة وبين كلمة Tókharoi التي ذكرها كتاب يونانيون كاسم لقبيلة كانت تسكن في آسيا الوسطى في القرن الثاني قبل الميلاد. بناء على هذا الربط أطلق المسمى Tocharian على اللغة التي اكتشفها.
ولكن هذه التسمية هي حاليا مثار جدل بين الباحثين.
الـ Tókharoi الذين ذكرهم الكتاب اليونانيون هم جزء من القبائل التي غزت مملكة باختريا اليونانية في القرن الثاني قبل الميلاد.
مملكة باختريا اليونانية مملكة إغريقية بخترية هي إحدى الممالك التي نشأت من تفكك إمبراطورية الإسكندر المقدوني بعد وفاته. مركز هذه المملكة كان منطقة باختريا التي تقع في جنوب آسيا الوسطى (حاليا بين أفغانستان وطاجيكستان).

## غزو باختريا

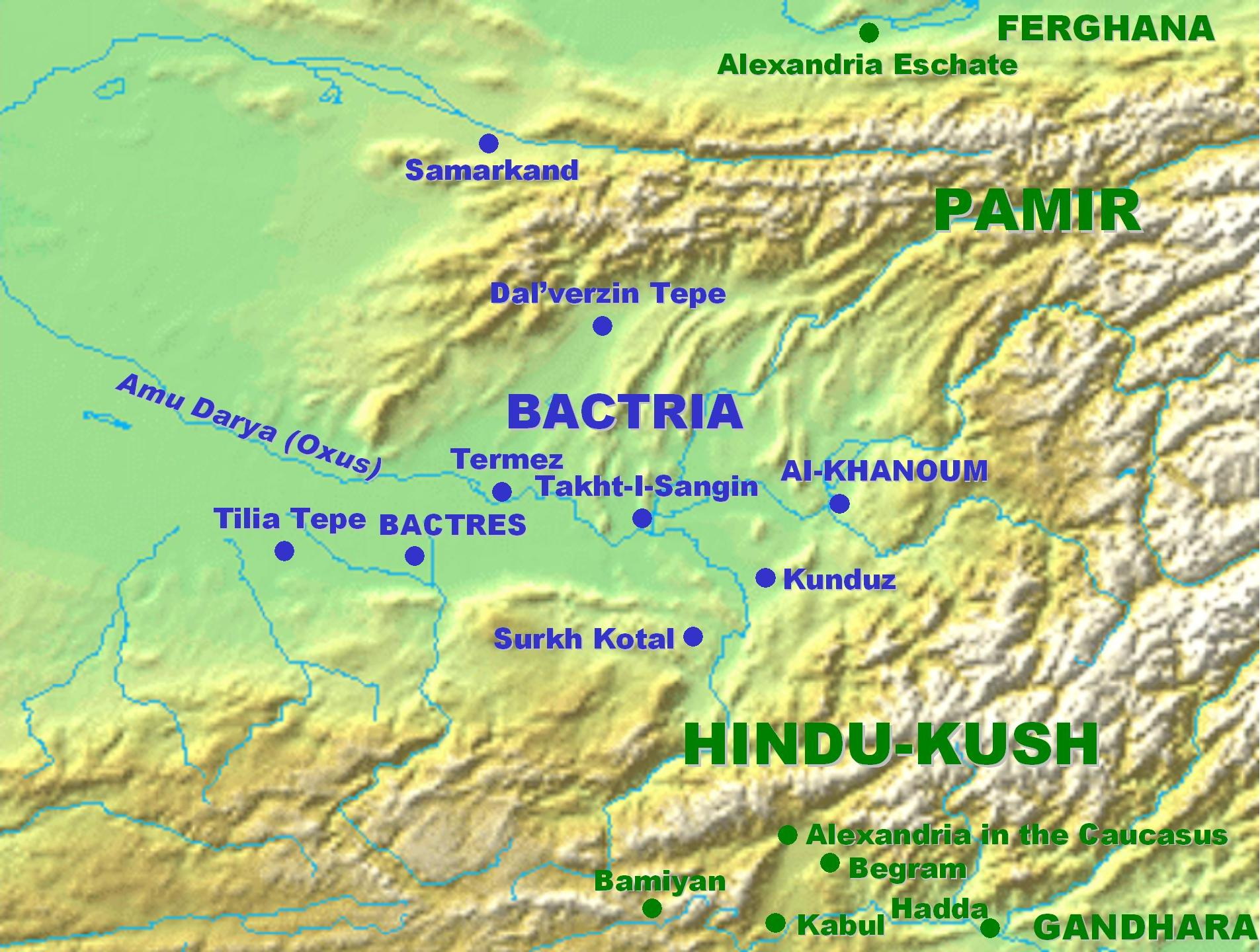
من منطقة باختريا ينبع نهر Amu Darya الذي سماه اليونانيون Oxos، وسماه العرب “جيحون”. البلاد الواقعة شرق هذا النهر هي “بلاد ما وراء النهر” عند العرب و بلاد ما وراء النهر عند اليونانيين

في حدود عام 160 قبل الميلاد بدأت مجموعة من القبائل البدوية باقتحام أراضي مملكة باختريا اليونانية من جهة الشمال. هذه القبائل استمرت في التقدم حتى قضت نهائيا على مملكة باختريا في حدود عام 120 قبل الميلاد. هذه القبائل استمرت في التقدم بعد ذلك جنوبا نحو الهند. القبائل التي وصلت إلى الهند تسمى Indo-Scythians.
حسب الكاتب اليوناني إسطرابون فإن أهم القبائل التي شاركت في غزو باختريا هي Ásioi و Pasianoì و Tókharoi وSakárauloi.

## تخار
في شمال أفغانستان حاليا توجد ولاية اسمها “تَخار”.
كلمة “تخار” لها علاقة بكلمة “تخارستان” التي كانت تطلق في السابق على منطقة باختريا. هناك اعتقاد بأن هذه الكلمة لها علاقة باسم قبيلة Tókharoi التي ذكرها اليونانيون.
قصة تمدد القبائل الإيرانية إلى مملكة باختريا ومن ثم إلى الهند هي في رأيي نموذج يساعدنا على تخيل كيفية تمدد الهندو-الآريينIndo-Aryans إلى الهند في الألفية الثانية قبل الميلاد.

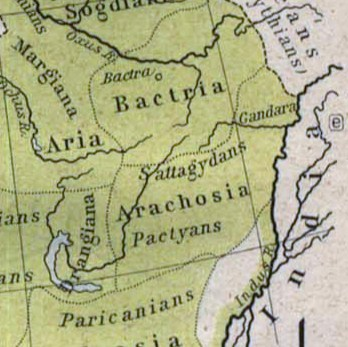
منطقة باختريا

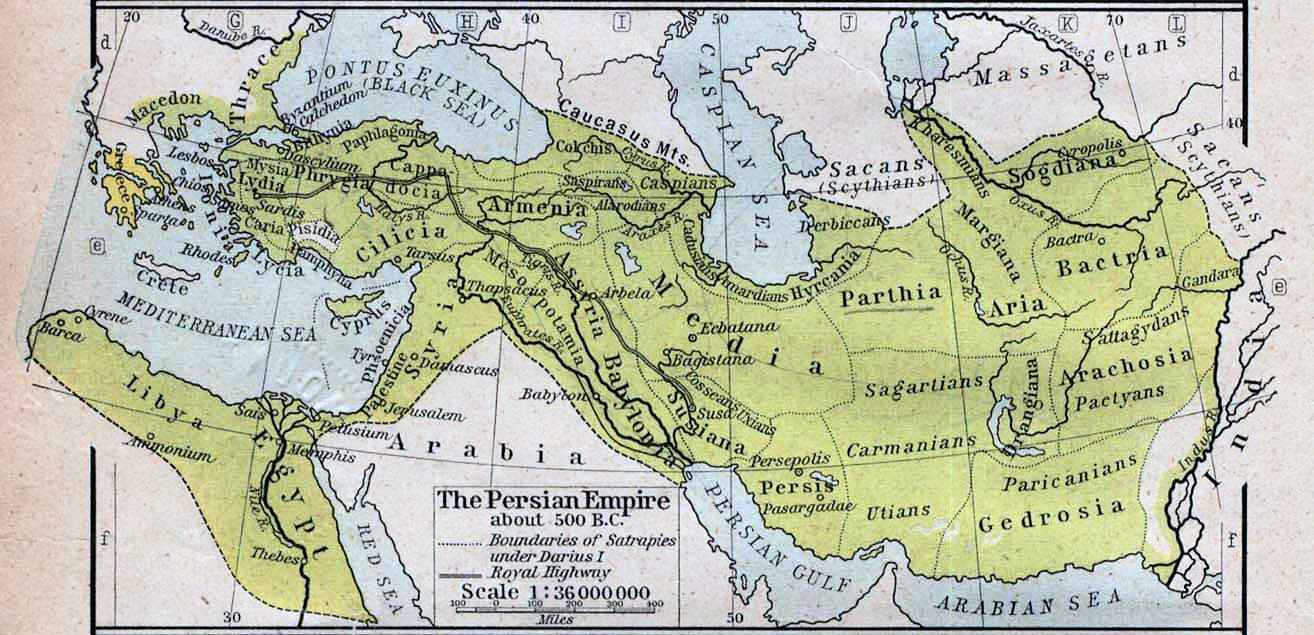
إلى الشمال من باختريا Bactira كانت تقع سغديانا Sogdiana، وإلى الغرب منها كانت تقع هاريا Aria ومركيانا Margiana. كل هذه المناطق تقع حاليا في آسيا الوسطى وأفغانستان. بالنسبة لمنطقة Parthia فهي تقع حاليا في شمال شرق إيران. كلمة Massagetans التي تظهر إلى الشمال من سغديانا هي اسم لقبيلة إيرانية

حضارة BMAC (التي تسمى أيضا “حضارة نهر سيحون” Oxus civilization) كانت موجودة في نفس موقع مملكة باختريا اليونانية. هذه الحضارة انهارت في حدود 1800 قبل الميلاد، وبعد ذلك ببضعة قرون انهارت أيضا حضارة وادي السندIndus Valley Civilization (حضارة برونزية مهمة كانت موجودة في شمال غرب الهند قبل وصول الهندو-آريين). ما هو سبب انهيار هذه الحضارات؟ السبب على ما يبدو هو اقتحام القبائل البدوية الهندو-إيرانية القادمة من جهة آسيا الوسطى. هذا الاقتحام كان تدريجيا. في البداية القبائل الهندو-إيرانية استقرت في BMAC (وفي هذه الحضارة نشأت ربما اللغة الهندو-آرية البدائية Proto-Indo-Aryan). بعد ذلك تمددت هذه القبائل مجددا نحو وادي السند. هذا النموذج التدريجي هو شبيه بالنموذج الذي حصل لاحقا في القرون الأخيرة قبل الميلاد والذي دونه اليونانيون والصينيون. هذا النموذج التدريجي فيه رد على طروحات المشككين الذين يقولون أن الأدلة الأثرية لا تظهر حصول اقتحام للهند من جهة آسيا الوسطى. اقتحام الهندو-آريين للهند لم يكن مباشرة من آسيا الوسطى. هم في البداية استقروا في شرق الهضبة الإيرانية، وبعد ذلك بعدة قرون نزلوا إلى الهند.

## ماذا كان يتحدث التخاريون ؟
في الأعلى ذكرنا باختصار قصة التخاريين كما وردت في المصادر التاريخية. التخاريون كانوا جزءا من القبائل التي غزت الهضبة الإيرانية والهند قادمة من آسيا الوسطى في القرن الثاني قبل الميلاد.
الأدلة الكتابية التي خلفتها هذه القبائل في المناطق التي غزتها تظهر أنها كانت تتحدث لغات إيرانية (خاصة اللغة المسماة بالباخترية Bactrian). لهذا السبب بعض الباحثين يرفضون إطلاق تسمية “اللغة التخارية” على مخطوطات اللغة الهندو-أوروبية المجهولة التي عثر عليها في حوض تاريم. هم يقولون أن التخاريين كانوا يتحدثون لغة إيرانية.
حسب المخطوطات التخارية تُبين أن أصحابها كانوا يسمون أنفسهم باسمين، الاسم الأول هو Ārśi ، والاسم الثاني هو Kusi أو Kusan أو Kušan. الاسم الثاني ورد في الكتابات الصينية (Gūshī) كتسمية لشعب يعيش في حوض تاريم ويعمل في الزراعة والرعي.
ولكن رغم ذلك فإن الأتراك كانوا يسمون أصحاب اللغة التخارية باسم toxrï. حيث أنه يفسر ذلك حسب بعض العلماء أن التخاريين (الذين هم إيرانيون) كانوا يهيمنون على منطقة حوض تاريم، ولهذا السبب أطلق الأتراك تسمية toxrï على جميع سكان هذه المنطقة، بما في ذلك متحدثي اللغة المسماة بالتخارية.